# Senoculus darwini
Senoculus darwini är en spindelart som först beskrevs av Holmberg 1883.  Senoculus darwini ingår i släktet Senoculus och familjen Senoculidae. Inga underarter finns listade i Catalogue of Life.